# Melisa Machado
Melisa Machado, född 1966 i Durazno, är en uruguayansk poet och journalist.